# Anoplotettix magnificus
Anoplotettix magnificus är en insektsart som beskrevs av Alexander Fyodorovich Emeljanov 1962. Anoplotettix magnificus ingår i släktet Anoplotettix och familjen dvärgstritar. Inga underarter finns listade i Catalogue of Life.